# Hanne-Vibeke Holst
Hanne-Vibeke Holst, född 21 februari 1959 i Løkken, är en dansk författare och journalist. Hennes skrivande har bland annat berört könsroller och jämställdhet, och genombrottet kom med romantrilogin om TV-journalisten Therese Skårup. 2009 mottog hon priset De Gyldne Laurbær för Dronningeofret (på svenska som Drottningoffret).
Holst har varit anställd på Berlingske Tidende och Søndags B.T. Hon är även goodwillambassadör för kvinnofrågor för FN-organet UNFPA.

## Biografi
1977 avlade Holst studentexamen vid Brønderslev Gymnasium och 1984 examen i journalistik vid Danmarks Journalisthøjskole. Därefter arbetade hon på Berlingske Tidende och Søndags B.T., innan hon 1987 övergick till en verksamhet som frilansande skribent.
Holst har även verkat som kolumnist för Alt for Damerne 1995–2002. Dessutom har hon deltagit som debattör och skribent för Politiken.
Som ett resultat av Holsts engagemang i den offentliga debatten har hon varit styrelseledamot av föreningen Sex & Samfund, liksom ledamot av Unescos danska nationalkommitté. 1999 utnämndes hon till Goodwillambassadör för UNFPA.
13 juni 2004 var Holst sommarvärd i svenska P1 Sommar.

### Privatliv
1984 gifte Holst sig med kabinettschef och direktör Laurs Nørlund. 1997 gifte hon sig med filmfotografen Morten Bruus.

## Författarskap
Genombrottet som författare kom med romantrilogin om TV-journalisten Therese Skårup. Böckerna har blivit stora försäljningsuccéer i Danmark och skapat en livlig debatt om könsroller och jämställdhet. Hennes böcker Kronprinsessan, Kungamordet och Drottningoffret, som fått stor framgång i Sverige, handlar om fiktiva intriger i dansk inrikespolitik och har även filmatiserats av SVT. Kronprinsessan är inspirerad av Mona Sahlin-affären.
Som pesten är en thriller som handlar om en dansk läkare som anställs vid WHO i Genève dit hon flyttar med sin familj. En influensapandemi bryter ut med svåra konsekvenser för speciellt unga personer. Samtidigt utspelas en maktkamp inom myndigheten och med läkemedelsindustrin, och även familjerelationerna lider av påfrestningar. Romanen publicerades 2017 och har i ljuset av coronapandemins utbrott 2020 tolkats som förebud om den kommande världsomfattande katastrofen.

### Kvinna utan mask
Kvinna utan mask är en så kallad "exofiktion", en roman om den danska skulptören Sonja Ferlov Mancoba. Den beskriver hennes ungdomsår bland konstnärsvänner i Köpenhamn och Bornholm under 1930-talet och baseras på författarens omfattande bakgrundforskning inklusive tillgång till konstnärens brev. Ferlov studerar konst och umgås med radikala kollegor som är fängslade av den abstrakta konstens utveckling och är delaktig i utgivningen av tidskriften Linien som speglar den kulturella tidsandan. Hon får så småningom möjlighet att flytta till Paris där hon lär känna flera av de stora mästarna såsom Miro och Giacometti. Där möter hon också sin blivande make, Ernest Mancoba, en mörkhyad konststudent från Sydafrika. Men utvecklingen i Tyskland, med nazisternas maktövertagande, kastar sin skugga över tillvaron och när kriget bryter ut och Paris ockuperas fängslas Mancoba. Ferlov får möjlighet att fly till Danmark men återvänder till Paris där hon gifter sig med Mancoba i fånglägret.
Romanen har blivit väl mottagen av recensenter som uppskattar författarens skildring av hur konstnären kämpar för att nå fram till sitt genuina konstnärliga uttryck och den utsatthet och nedvärdering av de kvinnliga konstnärerna utsattes för. Författaren har aviserat en kommande roman för att skildra konstnärens senare år.

### Annat skrivande
Hanne-Vibeke Holst har förutom romaner även skrivit barnböcker, kvinnohistoria och TV-manus, inklusive Polisen på Samsö. Kronprinsessan (2006), Kungamordet (2008) och Drottningoffret (2011) har visats som TV-serier i Sveriges Television. Hennes första teaterpjäs, Moskva 7 oktober, om mordet på ryska, kontroversiella författaren och journalisten Anna Politkovskaja, hade premiär på Stockholms stadsteater hösten 2010.

## Priser och utmärkelser i urval
- Søren Gyldendal-priset 2003
- Boghandlernes gyldne Laurbær 2009 för Dronningeofret